# Улица Щедрина (Рязань)
Улица Щедрина (ранее — Нагорная, Абрамовская) — улица в историческом центре города Рязани. Проходит от улицы Есенина до улицы Скоморошинской. Пересекает улицы Вознесенскую и Свободы. Справа (при движении в сторону улицы Скоморошинской) примыкает проезд Щедрина.
Нумерация домов начинается от улицы Есенина.

## История
Улица возникла в связи с утверждением в 1782 году Екатериной II регулярного плана города и изначально назвалась Нагорная, так как поднималась на холм от речки Парфеновки, протекавшей там, где сейчас проходит улица Есенина.
Затем улица стала именоваться Абрамовской в честь правителя канцелярии губернатора Абрамова, жившего на этой улице.
В 1867-68 годах в Рязань возвращается на службу известный русский писатель Михаил Евграфович Салтыков-Щедрин, в качестве председателя Казенной палаты. Поселился он на улице Абрамовской, в старинном одноэтажном доме мещан Стародубских.
В августе 1928 года улица Абрамовская получила название в честь М. Е. Салтыкова-Щедрина.

## Примечательные здания

### По нечетной стороне

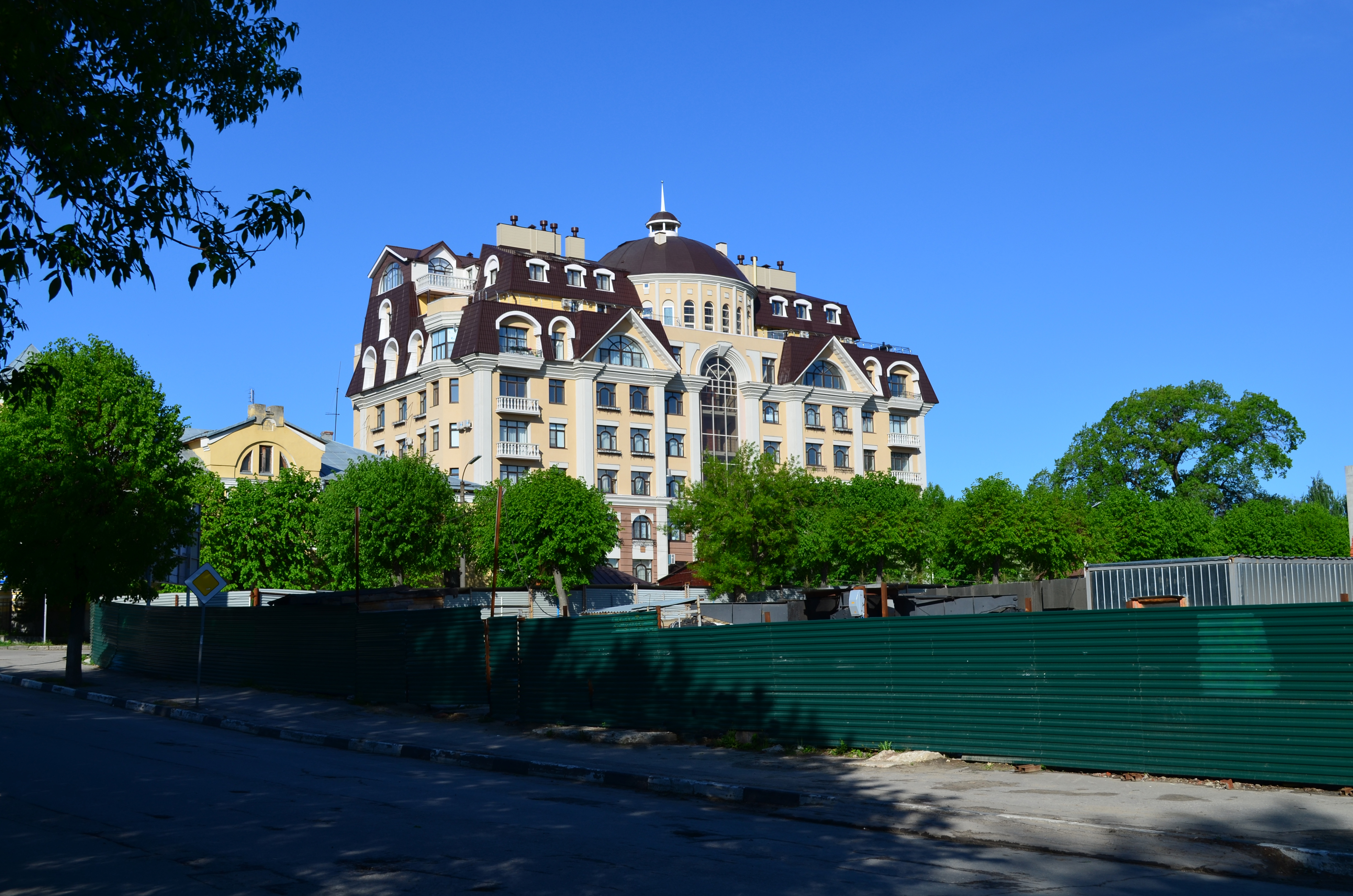
Жилой дом № 15,корп.1 по ул. Щедрина.

- Дом № 5 — римско-католический костел XIX века — Храм Непорочного Зачатия Пресвятой Девы Марии. Построен в 1894 году по проекту архитектора В. А. Шретера в стиле классицизма и с элементами неогрек;
- Дома № 19, 21, 23 — усадьба П. М. Попова — двоюродного брата знаменитого Александра Попова. В усадебный комплекс также входили амбар с конюшней, каретный сарай, сарай и беседка с восьмигранным шатровым бельведером;
- Дом № 25 — дом А. Фирсова. Деревянный одноэтажный дом, оштукатуренный под имитацию каменного строения;
- Дом № 27 — дом Шестакова;
- Дом № 31 — дворянский дом Г. К. Краузе;
- Дом № 37 — Дом купца Я. А. Клёнина (конец XVIII — начало XIX в.);
- Дом № 39 — дом на перекрестке улиц Щедрина и Свободы. С 1867 по 1868 годы в этом доме жил М. Е. Салтыков-Щедрин.

### По четной стороне
- Дом № 10 — церковь евангельских христиан-баптистов. Изначально это здание (в 1843 г. переоборудованное из флигеля соседнего жилого дома Карла Гёнике) было передано в 1861 г. в собственность Рязанской лютеранской общины. После революции евангелическо-лютеранский приход был закрыт, а его собственность — национализирована;
- Дом № 12 — дом владельца зеркальной фабрики К. И. Гёнике.;
- Дома № 32, 32а — усадьба дворян Стрекаловых;
- Дом № 34 — дом дворян Лукиных (последняя четверть XIX в.);
- Дом № 40 — «Приют для девочек» или «Дом с башенкой». Основой «дома с башенкой» послужил выстроенный в 1880-х годах дом Липицкой — южная часть существующего здания, с угловым выступом, в пять проёмов по уличному фасаду. В конце XIX века вплотную к нему с северной стороны пристроен отделённый брандмауэром дом Рюмина. Ещё через несколько лет, два соединённых дома стали расстраиваться вглубь двора — дом Рюмина был расширен с севера четырёхоконной пристройкой, а дом Липицкой — по линии южного фасада, с обновлённым декором фасада.
- Дом № 54 — дом Н. Алабина (XIX век).

## Транспорт
Общественный транспорт по улице не проходит.